# Pesaren
Pesaren is een bestuurslaag in het regentschap Kendal van de provincie Midden-Java, Indonesië. Pesaren telt 1752 inwoners (volkstelling 2010).